# Type 5 Ke-Ho
Le Type 5 Ke-Ho (五式軽戦車 ケホ, Go-shiki keisensha Keho) était un prototype de char léger développé par l'Armée Impériale Japonaise durant la fin de la Seconde Guerre mondiale.

## Histoire et développement
En 1938, débute le développement d'un nouveau char léger pour l'Armée Japonaise. Alors que le Type 95 Ha-Go avait démontré son efficacité contre l'Armée nationale révolutionnaire Chinoise durant la Seconde Guerre Sino-Japonaise et ayant battu avec succès les M3 Stuart américains sur la Péninsule de Bataan, en décembre 1941. il devint cependant rapidement obsolète. Bien que son canon de 37 mm (conçu et construit durant les années 1930) ait été suffisant pour pénétrer les blindages légers, le Type 95 Ha-Go, comme les chars de l'Armée américaine avant 1941, n'était pas conçus pour la lutte antichar, mais plutôt comme char d'appui pour l'infanterie. Le Type 95 était vulnérable face à une mitrailleuse de calibre 50, ceci fut comblé par le Type 98 Ke-Ni et le Type 2 Ke-To mais ils se sont révélés encore insuffisants. Par conséquent, un examen a eu lieu et un prototype pour une nouvelle norme de chars légers a été achevé en 1942. À ce stade, le projet fut abandonné car l'État-major de l'Armée impériale japonaise concédait à la Marine Impériale les matières premières nécessaires pour la production de navires de guerre et d'avions de guerre. La production en masse a finalement été autorisée en 1945, mais trop tard. La production était impossible à cause de la pénurie de matériaux tels que l'acier et à la suite des bombardements du Japon. Un seul prototype fut réalisé par la société Hino à la fin de la seconde Guerre Mondiale.

## Conception

### Blindage
Le Type 5 Ke-Ho avait un blindage de 20 mm maximum, et un canon antichar Type 1 47 mm. Le char pesait 10 tonnes du fait de l'augmentation de l'épaisseur de la cuirasse et d'un moteur plus gros. La disposition avec deux hommes dans la tourelle fut conservée à la suite de la précédente expérience sur le Type 1 Chi-He.

### Mobilité
Le char était doté d'un moteur Type 100 refroidi par air, diesel d'une puissance de 150 chevaux, et avait une vitesse de pointe de 50 km/h. Les détails de la conception du moteur ne sont pas connus. Une théorie indique qu'il s'agissait d'une version améliorée du moteur Chiyoda CE, fabriqué par Tokyo Gas en 1937. Le réservoir a une capacité de 130 L.